# Liste des routes nationales du Luxembourg
Les routes nationales sont, au Luxembourg, des voies importantes qui traversent et assurent le maillage routier du pays. Leur usage est gratuit et ouvert à tous les véhicules, hors éventuelles restrictions sur certains tronçons.
La construction, l'entretien et l'exploitation de ces voies sont à la charge de l'État.

## Histoire
Le réseau routier national luxembourgeois est créé par la loi du 5 mai 1958 portant sur « le reclassement partiel de la voirie et la reprise par l’Etat d’une série de chemins vicinaux » et permis de constituer un réseau de routes nationales de 840 km.
Il n'a guère évolué dans son organisation, malgré la création du réseau autoroutier à partir des années 1960, et ce jusqu'à la loi du 22 décembre 1995 qui instaure une hiérarchisation du réseau et déclasse dans la voirie communale les routes peu fréquentées et reclasse à l'inverse les routes communales à très fort trafic en routes nationales ; ainsi, le réseau de routes nationales passe à 798 km et sa longueur reste stable depuis.

## Liste de routes nationales
En 2014, le réseau de routes national est constitué de 837 km de voies.

### Réseau général

#### Routes nationales 1 à 9
| Numéro | Parcours                                                                           | Longueur (km) |
| ------ | ---------------------------------------------------------------------------------- | ------------- |
|        | Allemagne () - Wasserbillig - Grevenmacher - Niederanven - Luxembourg              | 41,7          |
|        | Allemagne () - Remich - Bous - Sandweiler - Luxembourg                             | 22,8          |
|        | Frisange - Hesperange - Luxembourg                                                 | 12,5          |
|        | France () - Esch-sur-Alzette - Leudelange - Luxembourg                             | 17,5          |
|        | France (D 918 Bis) - Rodange - Bascharage - Bertrange - Luxembourg                 | 29,9          |
|        | Belgique () - Steinfort - Mamer - Strassen - Luxembourg                            | 17,7          |
|        | Belgique () - Huldange - Diekirch - Ettelbruck - Mersch - Walferdange - Luxembourg | 78,3          |
|        | Belgique () - Eischen - Saeul - Mersch                                             | 20,0          |

#### Routes nationales 10 à 19
| Numéro | Parcours                                                               | Longueur (km) |
| ------ | ---------------------------------------------------------------------- | ------------- |
|        | Allemagne () - Marnach - Echternach - Grevenmacher - Remich - Schengen | 113           |
|        | Allemagne () - Echternach - Junglinster - Luxembourg                   | 32,7          |
|        | Wemperhardt - Wiltz - Kehlen - Luxembourg                              | 88,7          |
|        | Bous - Bettembourg - Garnich                                           | 40,4          |
|        | Wecker - Larochette - Diekirch                                         | 32,4          |
|        | Doncols - Heiderscheid - Feulen - Ettelbruck                           | 29,8          |
|        | Remich - Mondorf-les-Bains - Aspelt                                    | 13,1          |
|        | Vianden - Fouhren - Diekirch                                           | 14,4          |
|        | Wincrange - Clervaux - Marnach                                         | 13,8          |
|        | Wallendorf - Reisdorf - Bettendorf                                     | 9,1           |

#### Routes nationales 20 à 29
| Numéro | Parcours                                                            | Longueur (km) |
| ------ | ------------------------------------------------------------------- | ------------- |
|        | Belgique () - Allerborn -                                           | 2,2           |
|        | Feulen - Mertzig - Grosbous                                         | 6,8           |
|        | Oberpallen - Redange-sur-Attert - Boevange-sur-Attert - Colmar-Berg | 28,2          |
|        | Martelange - Rambrouch - Ospern                                     | 19,0          |
|        | Oberpallen - Beckerich - Useldange                                  | 12,6          |
|        | Wiltz - Merkholtz - Kautenbach                                      | 10,6          |
|        | Liefrange - Nothum - Wiltz                                          | 13,9          |
|        | Arsdorf - Esch-sur-Sûre - Ettelbruck                                | 50,4          |
|        | Bous - Oetrange - Sandweiler                                        | 10,7          |

#### Routes nationales 30 à 39
| Numéro | Parcours                                                       | Longueur (km) |
| ------ | -------------------------------------------------------------- | ------------- |
|        | Livange - Dudelange - Esch-sur-Alzette - Differdange - Pétange | 34,0          |
|        | Sanem - Soleuvre                                               | 2,6           |
|        | Kayl - Tétange - Rumelange                                     | 7,2           |
|        | Bertrange - Strassen                                           | 3,4           |
|        | Bertrange - Strassen                                           | 2,9           |
|        | Ehlerange - 110 - Ehlerange -                                  | 0,8           |
|        | Dudelange - 161 - Dudelange -                                  | 0,6           |
| 39     | Dudelange - 161 - Dudelange -                                  |               |

### Réseau de la ville de Luxembourg
| Numéro | Parcours                                          | Longueur (km) |
| ------ | ------------------------------------------------- | ------------- |
|        | - Boulevard de Kyiv - 224 - Rue des Scillas - 231 |               |
|        |                                                   | 1,0           |
|        |                                                   | 6,1           |
|        |                                                   | 1,6           |
|        |                                                   | 1,2           |
|        |                                                   | 2,1           |
|        |                                                   | 1,0           |
|        |                                                   | 1,0           |

### Transversale de Clervaux
| Numéro | Parcours                 | Longueur (km) |
| ------ | ------------------------ | ------------- |
|        | Marnach - Reuler/Urspelt | 1,8           |